# Micrognathus crinitus
Micrognathus crinitus és una espècie de peix de la família dels singnàtids i de l'ordre dels singnatiformes.

## Morfologia
- Els mascles poden assolir 15 cm de longitud total.[4][5]

## Reproducció
És ovovivípar i el mascle transporta els ous en una bossa ventral, la qual es troba a sota de la cua.

## Hàbitat
És un peix marí de clima subtropical i associat als esculls de corall que viu entre 1-21 m de fondària.

## Distribució geogràfica
Es troba des de Bermuda i les Bahames fins a Santa Catarina (Brasil), incloent-hi la costa més meridional i oriental de Florida. És absent del Golf de Mèxic, exceptuant-ne un únic registre a Cayo Arcas (Mèxic).